# Jorge Martins
Jorge Martins, de son nom complet Jorge Manuel Martins da Silva, est un footballeur portugais né le 12 août 1954 à Moita. Il évoluait au poste de gardien de but.

## Biographie
Il est dans le groupe de l'équipe du Portugal lors de l'Euro 1984 puis lors de la coupe du monde 1986. Il ne dispute toutefois aucun match international, étant barré par Manuel Bento et Vítor Damas.

## Carrière
- 1973-1980 :  FC Barreirense
- → 1977-1978 :  Vitória Setúbal (prêté par Barreirense)
- 1980-1982 :  Benfica Lisbonne
- 1982-1983 :  SC Farense
- 1983-1985 :  Vitória Setúbal
- 1985-1989 :  CF Belenenses
- 1989-1992 :  Vitória Setúbal[1],[2]

## Palmarès
Avec le CF Belenenses :
- Vainqueur de la Coupe du Portugal en 1989